# 蛇腹

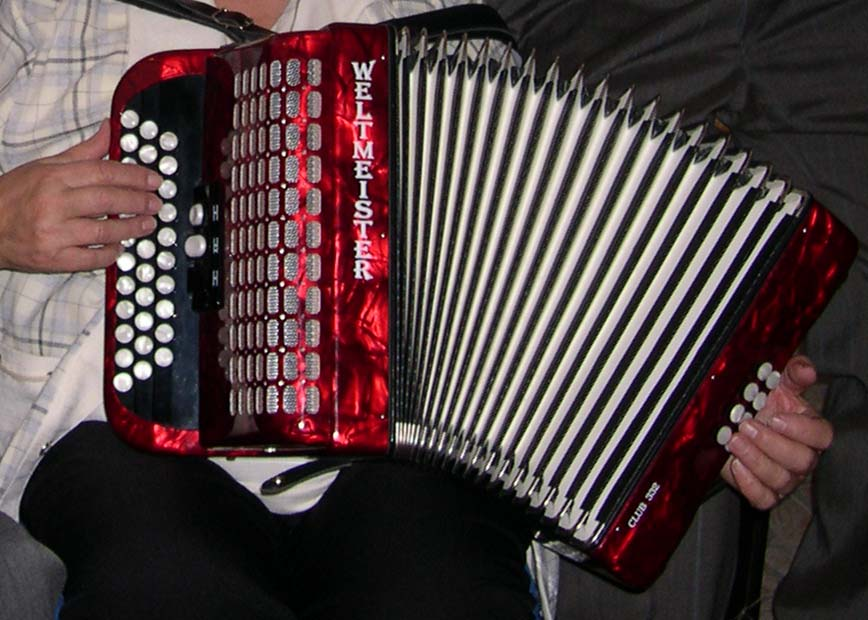
蛇腹構造の例：アコーディオン

蛇腹（じゃばら） とは、紙・布・プラスチック・金属などの膜ないしは板状の部材で作られる、山折りと谷折りの繰り返し構造である。ベローズ（英語: bellows）と呼ぶこともある。
その文様がヘビ（蛇）の腹部に似ている為、蛇腹と呼ばれている。転じてヘビの腹部そのものを指す場合もある（ヘビと同様の腹部構造とされる龍（架空の生物）などに対しても用いられる事もある）。
近年では自由に曲げが効くことからフレキシブル / フレキもしくは、楽器からアコーディオン構造とも呼ばれている。ただし楽器のアコーディオンには蛇腹という意味は無い。

## 構造

### 円筒形構造

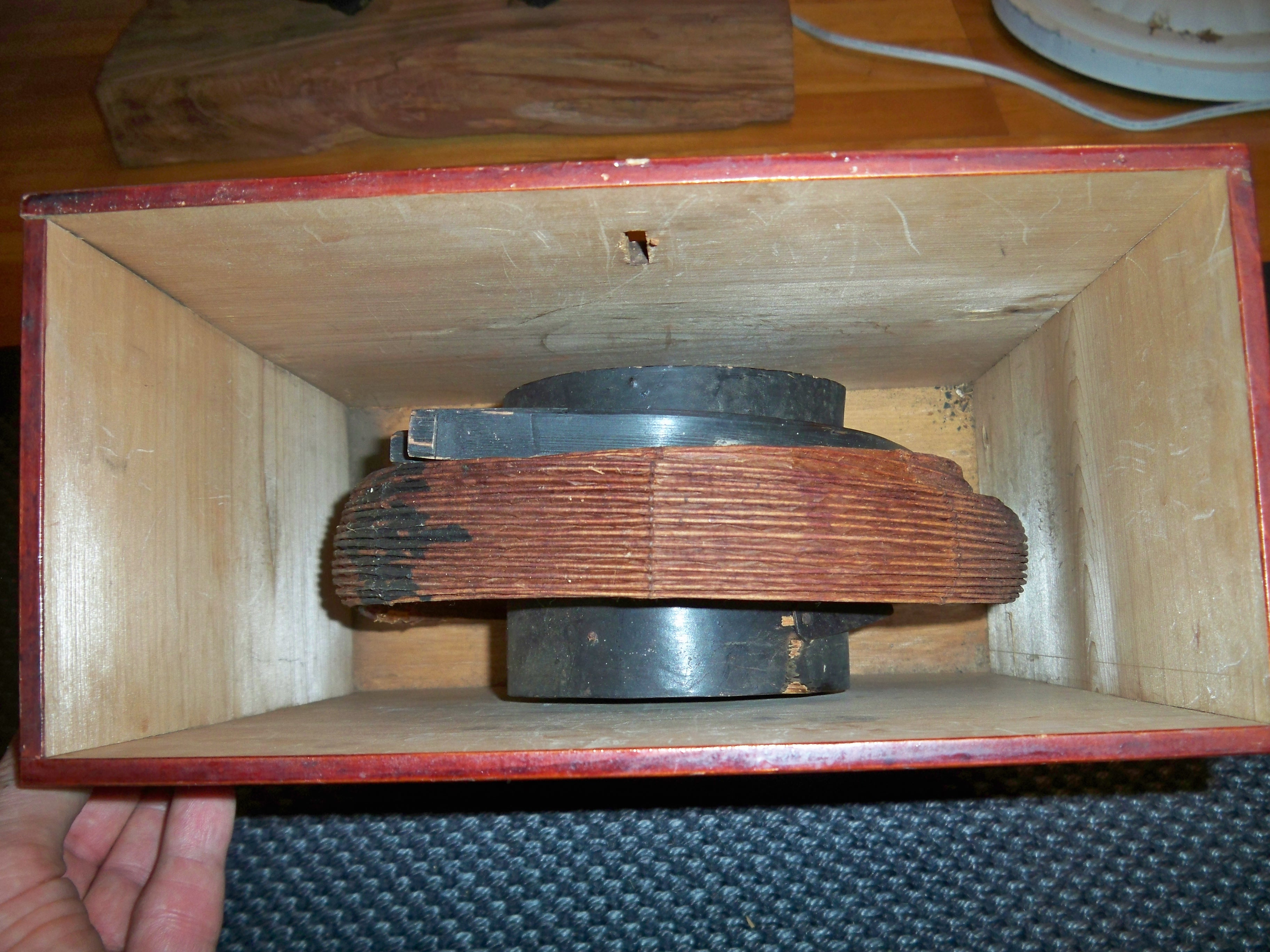
ブラ提灯

曲がるストローのように円筒形のものもあるが、古くは小田原提灯などの提灯に見ることが出来る。提灯などは補強部材を用いるが、フレキシブルチューブの様に用いない物もある。洗濯機の排水ホースのようにずっと設置したままのものには、蛇腹の谷間に埃が溜まる場合もある。

### 多角形構造
膜様のものを用いる場合は形を維持するために、補強用の部材を用いる。多くは断面が長方形に作られている。六角形や八角形のものも存在するが、断面が多角形になる蛇腹は、角の部分の処理の関係上、辺の数が偶数になる。また、紙で折ることによりこの構造を作ることも出来る。この場合、補強材を使用せず、キャンドルライトなど手作りの製品が作られることがある。

## 応用

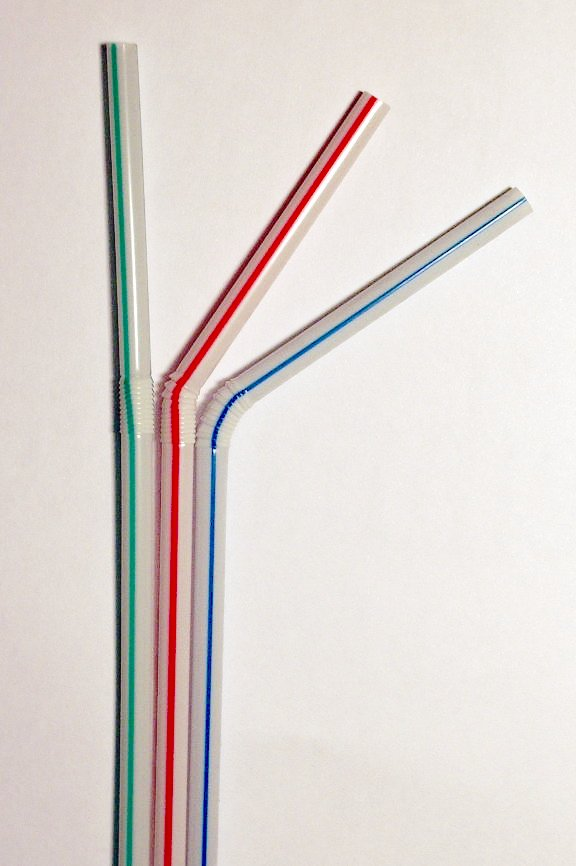
ストロー

曲がるストローやアコーディオンの場合は、下記の二つの機能の両方を利用しているといえる。

### 体積の可変
蛇腹構造の特徴は、蛇腹の両端をふさぐことによって容積が可変な閉鎖空間を作り出すことが出来る点にある。たとえば気密になるように作成し、空気等の出入りを適当な形で制限することによって、鞴（ふいご）やポンプを作成することが出来る。また、提灯などでは容積のあるものを縮めコンパクトにしまうことが出来る。

### 曲げの可変
両端の位置関係を伸縮方向のみならずそれと直角な方向においてもある程度自由に決めることが出来るという点も重要である。列車の貫通幌はこの性質を利用したものといえる。これ以外にも電気配管などに使用されるフレキシブルチューブなどがあり、電気工作物などに利用されている。

## ヘビの蛇腹

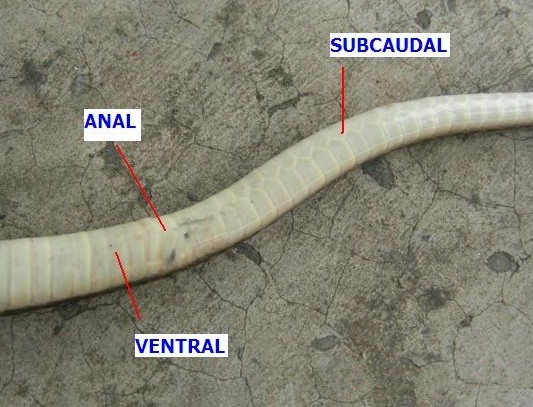
蛇の下腹部

ヘビの腹面を「蛇腹」と呼称するのはいわゆる俗称であって、その大半を占めている咽頭部（横幅が縦幅よりも大きな鱗の部分を先端として）から総排出腔まで横節に分かれている腹板（腹鱗）、肛門部にあたる肛板、肛板の後縁から後ろの尻尾の部分に当たる対構造となった尾下腹に分けられる。
鱗で覆われた蛇の表皮は覆瓦状に重なって配列されており、鱗と鱗の間の部分には柔らかく弾力性に富んだ皮膚が畳み込まれており、必要に応じてこの部分を伸縮させることが出来る。
また、腹板は蛇の種類によって数や形態が微妙に違っており、その種類を判別する要素の一つとなっている。